# 锯缘青蟹
锯缘青蟹（学名：Scylla serrata），也叫蝤蛑、蝤蝥、青蟹、黃甲蟹，是梭子蟹科青蟹属的动物。在闽南，雄性、未受精的雌性、受精后的雌性锯缘青蟹又分别称为“菜蟳”、“處女蟳”、“紅蟳”，其中“蟳”字的闽南语为tsîm。分布范围从南非，印度太平洋地区，中国东南沿海地区、日本南部菲律宾群岛、到夏威夷群岛、澳大利亚。主要生活在近岸或河口附近以及温暖而盐度较低的浅海。产卵盛期在5～7月间。肉味鮮美獨特，營養價值極高。